# Eudorylas javanensis
Eudorylas javanensis är en tvåvingeart som först beskrevs av Meijere 1907.  Eudorylas javanensis ingår i släktet Eudorylas och familjen ögonflugor. Inga underarter finns listade i Catalogue of Life.